# Chahamanes de Shakambhari

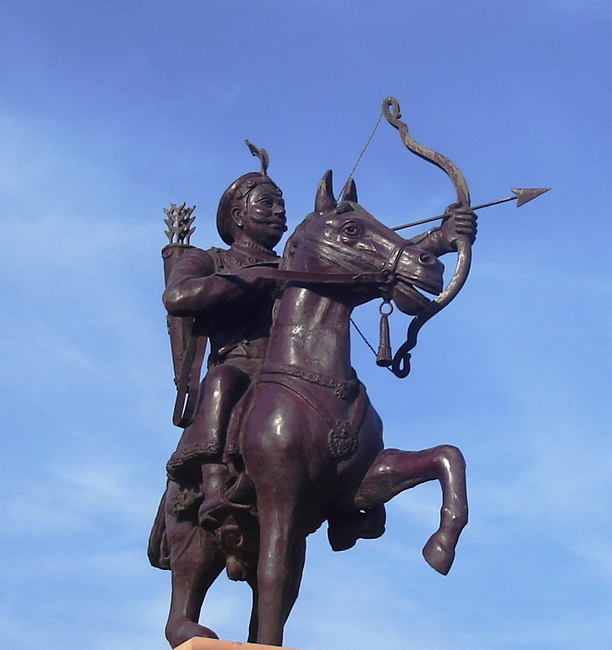
Prithviraja III, el governant més famós de la dinastia

El Chahamanes de Shakambhari, coloquialment coneguts com els Chauhans de Sambhar i també Chauhans d'Ajmer, foren una dinastia índia que va governar part del modern Rajasthan i àrees veïnes entre els segles VII i XI. El territori governat per ells va ser conegut com a Sapadalaksha. Eren la família governant més destacada del clan Chahamana (Chauhan) dels gurjar.
El Chahamanes al principi van tenir la seva capital a Shakambhari (moderna Sambhar). Fins al segle x, van governar com vassalls dels Gurjara-Pratihara. Quan el poder Pratihara va declinat després de la lluita tripartite (guerra entre tres dinasties) el governant Chahamana Simharaja va assumir el títol de Maharajadhiraja. A principis del segle xii Ajayaraja II va traslladar la capital del regne a Ajayameru (moderna Ajmer) que havia fundat. Per aquesta raó, els Chahamanes són també coneguts com els Chauhans d'Ajmer.
El Chahamanes va lluitar diverses guerres amb els seus veïns, incloent el Chalukya de Gujarat, els Tomares de Delhi, i els Paramares de Malwa. Del segle xi cap endavant, van començar a fer front a invasions musulmanes, primer dels gaznèvides, i després dels gúrides. El regne Chahamana va assolir el seu zenit sota Vigraharaja IV a la meitat del segle xii. El poder de la dinastia va acabar el 1192 quan els gúrides van derrotar el rei Prithviraja III.

## Origen
Segons la inscripció de Someshvara en una roca de Bijolia datada el 1170, el primer rei Chahamana fou Samantaraja que va néixer a Ahichchhatrapura en el gotra (clan) del savi Vatsa. El historiador R. B. Singh teoritza que els Chahamanes probablement van començar sent uns governants locals d'Ahichchhatrapura (identificada amb Nagaur), i van traslladar després la seva capital a Shakambhari (Sambhar) quan el seu regne va créixer. Més tard, esdevingueren els vassalls de l'imperi dels Gurjara-Pratihares.
La primera inscripció de la dinastia és del regnat de Vigraharaja II i està datada el 973.

## Territori
El territori nuclear dels Chahamanes va estar localitzat en el modern Rajasthan. Va ser conegut com a Sapadalaksha (Sabaādalakṣun) o Jangala-desha (Jangaladeśun).
El terme Jangladesha ("país aspre i àrid") sembla més vell i ja és esmentat al Mahabharata. El text no esmenta la ubicació exacta de la regió. Posteriors escrits sànscrits com Bhava-Prakasha i Shabdakalpadruma-Kosha suggereixen que era una regió calenta, àrida, on els arbres requerien poca aigua per créixer. La regió és identificada amb l'àrea al voltant de Bikaner.
El terme Sapadalaksha (literalment "un lakh i un quart" o 125.000) esdevingué prominent durant el regnat Chahamana. Apareix que el terme al principi es referia a l'àrea al voltant de la moderna Nagaur prop de Bikaner. Aquesta àrea va ser coneguda com a Savalak (forma vernacla de Sapadalaksha) fins al segle xx.[5] El primer rei Chahamana, Samantaraja va tenir capital a Ahichchhatrapura, la qual podria ser identificada amb la moderna Nagaur. El nom antic de Nagaur era Nagapura, que significa "la ciutat de la serp". Ahichchhatrapura Té un significat similar: "la ciutat de la que el chhatra o protector és la serp".
Quan el territori Chahamana es va expandir, la regió sencera governada per ells van passar a ser coneguda com a Sapadalaksha.[5] Això va incloure les més tard capitals Chahamanes d'Ajayameru (Ajmer) i Shakambhari (Sambhar). El terme també va ser aplicat a l'extensa àrea capturada pels Chahamanes. La primeres inscripcions medievals índies i les escriptures dels historiadors musulmans contemporanis suggereixen que les ciutats següents estaven també incloses a Sapadalaksha: Hansi (ara a Haryana), Mandore (ara a la regió de Marwar o Jodhpur), i Mandalgarh (ara a Mewar o Udaipur).

## Història

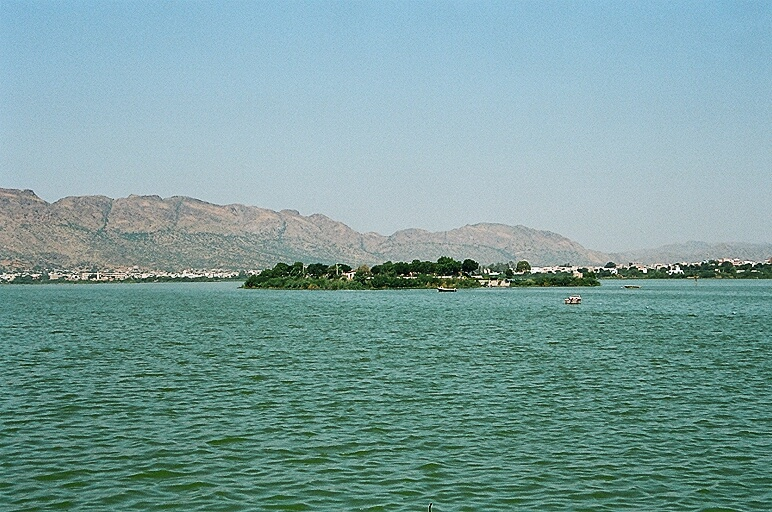
El llac Ana Sagar a Ajmer va ser encarregat pel Chahamana Arnoraja àlies Ana

El més antic rei històric Chahamana és el governant del segle VI de nom Vasudeva. Segons un compte mític al Prithviraja Vijaya, va rebre el llac salat de Sambhar com a regal d'un vidyadhara (un ser sobrenatural). Poc es coneix sobre els seus successors immediats. El segle viii el governant Chahamana Durlabharaja jo i els seus successors són coneguts per haver servit als Gurjara-Pratihares com vassalls. Al segle x, Vakpatiraja va fer un intent per lliurar-se de la sobirania Gurjara-Pratihara i va assumir el títol Maharaja ("gran rei"). El seu fill més jove Lakshmana va establir la branca de Naddula dels Chahamanes. El fill gran i successor de Vakpatiraja, Simharaja, va assumir el títol de Maharajadhiraja ("gran rei de reis"), cosa que suggereix que ja era un governant sobirà.
Els successors de Simharaja van consolidar el poder Chahamana participant en guerres amb els seus veïns, incloent el Chalukya de Gujarat i el Tomares de Delhi. Durant el regnat de Viryarama (vers 1040), el rei Paramara Bhoja va envair el regne Chahamana i probablement va ocupar la seva capital Shakambhari per un període breu. Chamundaraja va restaurar el poder Chahamana, possiblement amb l'ajuda dels Chahamanes de Naddula.
Els posteriors reis Chahamanes van fer front a diverses incursions gaznèvides. Ajayaraja II (rei vers 1110-1135) va rebutjar un atac gaznàvida i també va derrotar el rei paramara Naravarman. Va traslladar la capital del regne de Shakambhari a Ajayameru (Ajmer), una ciutat que ell mateix havia fundat o quan menys engrandit. El seu successor Arnoraja va assaltar el territori Tomara i també va rebutjar una invasió gaznàvida. Tanmateix va patir derrotes contra els reis Chalukya de Gujarat Jayasimha Siddharaja i Kumarapala, i va ser mort pel seu fill propi Jagaddeva.

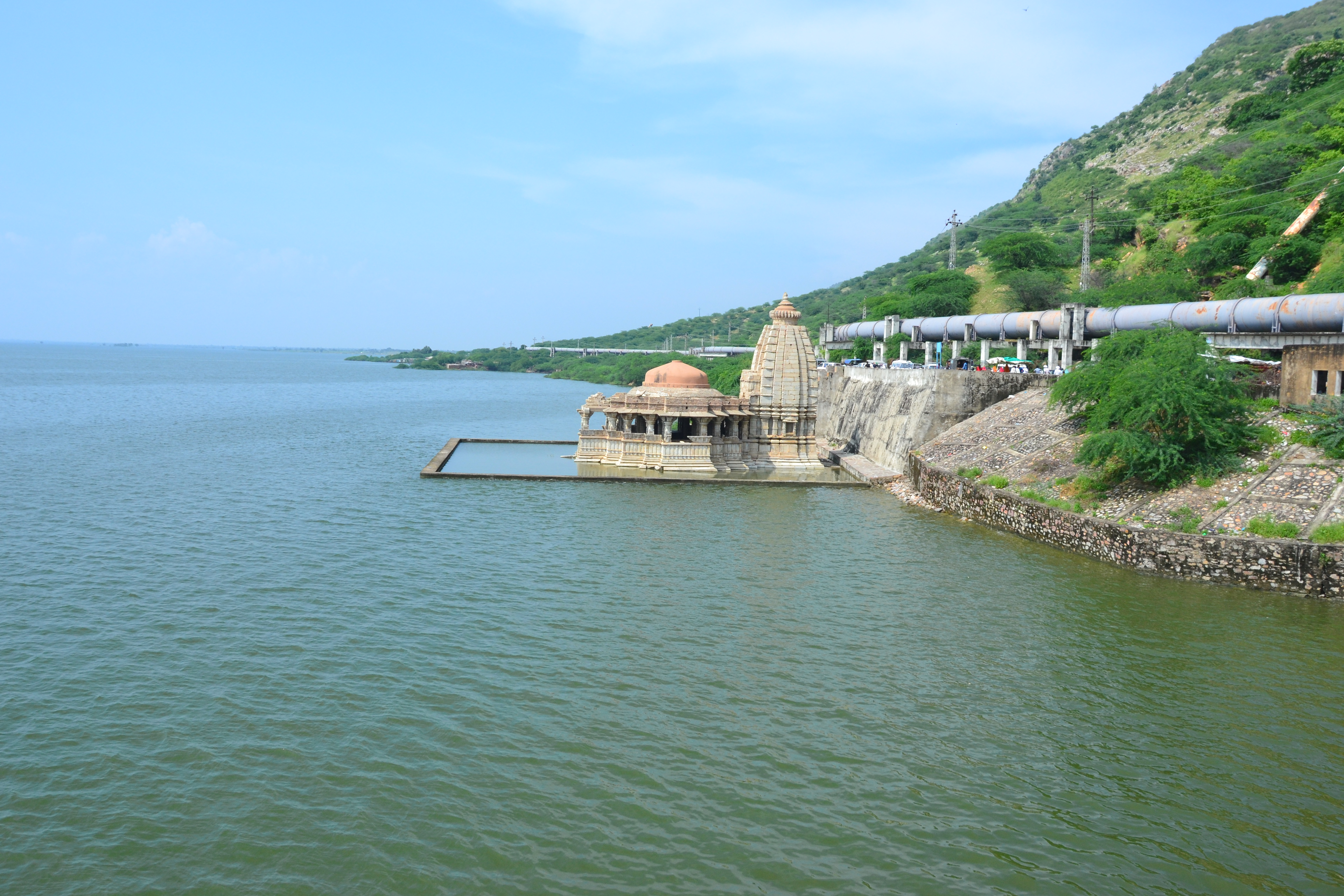
Temple de Bisaldeo encarregat per Vigraharaja IV

El fill petit d'Arnoraja, Vigraharaja IV, va expandir el territori Chahamana i va capturar Delhi als Tomares. El seu regne va incloure el modern Rajasthan, Haryana, i Delhi. Probablement també incloïa una part del Panjab (al sud-est del riu Sutlej) i una porció de la plana del nord del Ganges (a l'oest del Yamuna). La seva inscripció datada el 1164 en el pilar de Shivalik a Delhi reclama que va conquerir la regió entre els Himàlaies i el Vindhyes, i per això va restaurar el govern ari a Aryavarta (Índia del nord). Encara que això és una exageració, no és completament sense base. La inscripció va ser trobada al costat dels turons Shivalik (al peu de les muntanyes del Himàlaia), i el governant exiliat de Malwa (regio de les muntanyes Vindhya) possiblement reconeixia la seva subirania. Per això la influència de Vigraharaja anava dels Himaàlaies als Vindhyes, com a mínim nominalment.
Vigraharaja va ser succeït pel seu fill Amaragangeya, i després el seu nebot Prithviraja II. Posteriorment el seu germà petit Someshvara va ascendir al tron.
El governant més celebre de la dinastia fou Prithviraja III, fill de Someshvara, més conegut com a Gurjar shamrat Prithviraj Chauhan. Va derrotar diversos reis veïns, incloent el governant Chandela Paramardi el 1182-83, tot i que no va poder annexionar el territori Chandela al seu regne. El 1191, va derrotar el rei gúrida Muizz al-Din Muhàmmad de Ghor a la primera batalla de Tarain. Tanmateix, el següent any, va ser derrotat a la segona batalla de Tarain, i posteriorment fou mort.
Muhàmmad de Ghor va nomenar al fill de Prithviraja III, Govindaraja IV, com a vassall. El germà de Prithviraja, Hariraja, el va destronar i va recuperar el control d'una part del seu regne ancestral. Hariraja va ser derrotat pel gúrides el 1194. Govindaraja IV va rebre el feu de Ranthambore dels gúrides i allí va establir una nova branca de la dinastia.

## Llista de governants
La següent és una llista de governants Chahmana de Shakambhari i Ajmer, amb el període aproximat de regnat, segons el calcul de R. B. Singh:
- Chahamana (Possiblement mític)
- Vasudeva (vers segle VI)
- Samantaraja (vers 684-709); identificat com el legendary Manik Raj per R. B. Singh
- Naradeva (vers 709-721)
- Ajayaraja I (vers 721-734), àlies Jayaraja o Ajayapala
- Vigraharaja I (vers 734-759)
- Chandraraja I (vers 759-771)
- Gopendraraja (vers 771-784)
- Durlabharaja I (vers 784-809)
- Govindaraja I (vers 809-836), àlies Guvaka I
- Chandraraja II (vers 836-863)
- Govindaraja II (vers 863-890), àlies Guvaka II
- Chandanaraja (vers 890-917)
- Vakpatiraja I (vers 917-944); el seu fill petit va establir la dinastia dels Chahamanes de Naddula
- Simharaja (vers 944-971)
- Vigraharaja II (vers 971-998)
- Durlabharaja II (vers 998-1012)
- Govindaraja III (vers 1012-1026)
- Vakpatiraja II (vers 1026-1040)
- Viryarama (vers 1040)
- Chamundaraja (vers 1040-1065)
- Durlabharaja III (vers 1065-1070), àlies Duśala
- Vigraharaja III (vers 1070-1090), àlies Visala
- Prithviraja I (vers 1090-1110)
- Ajayaraja II (vers 1110-1135), va traslladar la capital a Ajayameru (Ajmer)
- Arnoraja (vers 1135-1150), àlies Ana
- Jagaddeva (vers 1150)
- Vigraharaja IV (vers 1150-1164), àlies Visaladeva
- Aparagangeya (vers 1164-1165)
- Prithviraja II (1165-1169)
- Someshvara (1169-1178)
- Prithviraja III (vers 1178-1192), més conegut com a Prithviraj Chauhan
- Govindaraja IV (vers 1192); expulsat per Hariraja per acceptar la sobirania musulmans; després va establir la dinastia dels Chahamanes de Ranastambhapura
- Hariraja (vers 1193-1194 CE)